# پلوتنیکوو (شهرستان کامنسکی، سرزمین آلتای)
پلوتنیکوو (به لاتین: Plotnikovo) یک منطقهٔ مسکونی در روسیه است که در سرزمین آلتای واقع شده‌است.